# 西川貴史
西川貴史，日本男性動畫師、人物設計師、演出家、動畫導演、編劇。出身於京都府。大阪動畫師學院動畫科畢業。別名義有「西川鷹司」。

## 人物簡介
大阪動畫師學院動畫科畢業後，擔任同校講師。原本是動畫工作室Studio Wanpack所屬，現在是Animation StudiO Seven所屬。2013年轉移至大阪新設的第2工作室活動。
為了努力培養後進新人，2011年左右為止，他一直在日本電腦專門學校擔任動畫科兼職講師，直到2015年忙於動畫師工作時，仍然是課程組織委員會的成員。

## 主要參加作品

### 電視動畫
2000年代
- 火影忍者（2002年－2007年，原畫）
- 天保異聞 妖奇士（2006年－2007年，原畫）
- 京四郎與永遠的空（2007年，原畫）
- 交響情人夢（2007年，原畫）
- MOONLIGHT MILE（日语：MOONLIGHT MILE）（2007年，原畫）
- BLUE DROP ～天使們的戲曲～（2007年，原畫）
- 神靈狩/GHOST HOUND （2007年－2008年，原畫）
- 獸神演武 -HERO TALES-（2007年－2008年，原畫）
- 帝托拉傳奇（2007年－2008年，原畫）
- 藍龍（2007年－2008年，原畫）
- 殭屍借貸 （2007年，原畫）
- 君吻 pure rouge（2007年－2008年，原畫）
- 我家有個狐仙大人。（2008年，原畫、第二原畫）
- ×××HOLiC◆（2008年，原畫）
- 光速大冒險PIPOPA（2008年－2009年，原畫）
- D.Gray-man（2006年－2008年，原畫）
- 零之使魔 ～三美姬的輪舞～（2008年，原畫）
- 黑塚 KUROZUKA（2008年，原畫）
- 乃木坂春香的秘密（2008年，原畫）
- 空罐少女！（2009年，原畫）
- 秀逗魔導士EVOLUTION-R（2009年，原畫）
- 07-GHOST（2009年，原畫）
- 戰鬥陀螺 鋼鐵奇兵（2009年－2010年，原畫）
- 戰場女武神（2009年，原畫）

2010年代
- 爆丸3 狩獵保衛者（2011年－2012年，原畫）
- 聖痕鍊金士II（2011年，原畫）
- SKET DANCE（2011年－2012年，原畫）
- 沉默的森田同學。（2011年，分鏡、演出、作畫監督）
- 魔乳秘剣帖（2011年，原畫）
- 火影忍者疾風傳（2011年，作畫監督）
- 侵略!? 花枝娘（2011年，原畫）
- 直笛與背包 Do♪（2012年，分鏡）
- 夏色奇蹟（2012年，作畫監督補佐）
- 能量獸之戰獸旋戰鬥（2012年－2013年，原畫）
- 絕對防衛利維坦（2013年，原畫）
- 幻想玩偶（2013年，原畫）
- 戀愛研究所（2013年，原畫）
- 抓狂徵信社（日语：ストレンジ・プラス）（2014年，導演、編劇、分鏡、演出、作畫監督、原畫、原畫、OP動畫）[4][5]
- 神奇寶貝XY（2013年－2016年，作畫監督補佐）
- 銃皇無盡的法夫納（2015年，OP原畫）
- 我老婆是學生會長！（2015年，作畫監督）
- 星夢手記（2016年，OP原畫）
- 京都寺町三條商店街的福爾摩斯（2018年，作畫監督）
- 信長老師的年幼妻子（2019年，人物設定、總作畫監督）[6]

2020年代
- 異種族風俗娘評鑑指南（2020年，分鏡）[7]

### OVA
- 四娘物語（2008年，原畫）
- 名偵探柯南：怪盜基德在陷阱之島（2010年，原畫）
- 無邪氣樂園（2015年－2016年，導演）[4]

### 電影動畫
- 劇場版 刀劍神域：序列爭戰（2017年，原畫）

### 18禁OVA
- 宇宙海賊薩拉（2008年－2010年，原畫、第二原畫）
- 輪姦俱樂部（日语：輪姦倶楽部）（2011年，原畫）
- （2011年，原畫）
- （2011年，演出、原畫）
- （2012年，導演、人物設定、編劇、分鏡、演出、作畫監督、原畫）
- 聖黑木耳學園援交日記（2013年，導演、人物設定、分鏡、演出、作畫監督、原畫）
- 戀騎士 Purely☆Kiss The Animation（2013年－2014年，導演、人物設定、分鏡、演出、作畫監督、原畫）
- （2013年，總監修、人物設定監修、總作畫監督、原畫）
- （2014年，導演、人物設定、分鏡、演出、作畫監督、原畫）
- 蘭斯01 尋找小光 THE ANIMATION（日语：Rance -光をもとめて-）（2014年－2016年，導演、人物設定、分鏡、演出、作畫監督、原畫）
- 逆轉魔女裁判 ～要被痴女魔女審判了～ THE ANIMATION （2015年，原畫）
- （2017年，原作、導演、人物設定、分鏡、演出、作畫監督、原畫）
- （2017年，總監修）
- （2019年，原作、導演、人物設定、分鏡、演出、作畫監督、原畫）[8]
- 琥珀色的獵人 THE ANIMATION（西川鷹司名義：2020年，企劃、原作、導演、人物設定、編劇、分鏡、作畫監督、原畫）
- 琥珀色的獵人 THE ANIMATION ～露比篇～（西川鷹司名義：2021年，企劃、原作、導演、人物設定、編劇、分鏡、演出、作畫監督、原畫）

### 網路動畫
- 幕末機關說 （2006年－2007年，原畫）

### 動畫PV
- 極限逃脫ADV 好人不長命 （2011年，原畫）

## 外部連結
- 西川貴史的X（前Twitter） （日語）